# Dolni Čiflik
Dolni Čiflik (bulharsky Долни чифлик) je město ležící ve východním Bulharsku, 14 km od pobřeží Černého moře. Je správním střediskem stejnojmenné obštiny a žije v něm přibližně 7 000 obyvatel.

## Historie

### Starověk a středověk
Archeologické památky na území obce svědčí o osídlení od starověku. Nejstarší historické a kulturní památky pocházejí z období Thráků. Nejtrvalejší jsou stopy, které zanechali Římané. Procházela tudy římská silnice Anchialo–Martianopolis. V okolí města se nacházejí pozůstatky římských vojenských pevností, které byly součástí obranného systému vybudovaného ve východní části Staré planiny za byzantského císaře Justiniána (527–565). Zbytky obranné zdi a čtyřbokých věží se zachovaly dále od města poblíž současných osad Obzor, Golica a Bulair.
Z pozdějšího období se dochovaly raně křesťanské hřbitovy a dále od města, poblíž obce Škorpilovci, i křesťanská bazilika. Nalezeny byly i pozůstatky opevnění z první bulharské říše.

### Osmanské období
Vznik dnešního města je datován do konce 15. století. Po taženích Vladislava Varnenčika v letech 1443–1444 dospěl turecký sultán Murad II. k závěru, že pro snazší obranu říše by se mělo začít s osídlením severního a severovýchodního Bulharska. Proto vydal příkaz Džemalu bejovi, aby tyto země osídlil. Džemal bej přešel východní hřbety Staré planiny průsmykem u dnešní vesnice Ďulino a zamířil na dále na sever. U přechodu řeky Kamčija se zastavil. Zde našel malou usedlost bulharského kožešníka a rozhodl se usadit se na tomto statku, který Turci nazývali Kork Çiflik. V luhu pokáceli stromy a postavili domy a mešitu, která byla později vypálena. Džemal bej zabral pozemky dnešních osad Detelina, Dolni Čiflik, Pčelnik a Goren Čiflik a umístil zde stáda malého i velkého dobytka, který pobral po cestě. Přitom u Gorného Čifliku choval buvoly, což bylo tehdy hlavní tažné zvíře pro obdělávání půdy a přepravu zemědělských produktů, palivového dříví pro topení a dalších zvířat, kdežto u Dolního Čifliku choval svá stáda koní a malého dobytka. Obec Pčelnik se stala správním centrem jeho panství a zde usadil Džemal bej svá včelstva, podle nichž obec později dostala bulharské jméno.
Z tureckých dokumentů je známo, že sem přišli Turci z Kurdistánu a až do osvobození bylo zdejší obyvatelstvo převážně turecké. Po osvobození se sem začali stěhovat lidé z Gabrova, Makedonie atd. Později se sem z různých ekonomických a demografických důvodů začali stěhovat lidé z vesnice Golica. Folklór města je směsicí tradic a zvyků jeho osadníků.

### Nová doba
V roce 1919 se vesnice Dolni Čiflik stala správním střediskem obštiny a oddělila se od obce Arnautlar. V roce 1974 povýšila Státní rada Bulharské lidové republiky vesnici Dolni Čiflik na město dekretem ze 4. září 1974. Zároveň ji dala nový název Kamčija, který však nevydržel dlouho, protože začátkem roku 1975, po smrti státníka Georgi Trajkova, jenž v této oblasti dlouhodobě působil, bylo město přejmenováno na Georgi Trajkov. Původní název města byl obnoven po 10. listopadu 1989 dekretem prezidenta Želju Želeva.

## Obyvatelstvo
Níže uvedená tabulka ukazuje vývoj populace města od třicátých let (1934–2021):
| Rok      | 1934  | 1946  | 1956  | 1965  | 1975  | 1985  | 1992  | 2001  | 2011  | 2021  |
| Populace | 2 665 | 3 244 | 4 828 | 5 604 | 5 826 | 6 679 | 7 126 | 6 887 | 6 644 | 6 269 |

K 15. březnu 2025 ve městě žilo 6 966 obyvatel a bylo zde trvale hlášeno 7 522 obyvatel. Podle sčítání z 1. února 2011 bylo národnostní složení následující:
- Bulhaři: 4 213 (80.9 %)
- Turci: 592 (11.4 %)
- Romové: 56 (1.1 %)
- ostatní[p 6]: 349 (6.7 %)